# Friedrich von Wilpert
Friedrich von Wilpert (geboren 30. Juli 1893 in Siuxt, Kurland, Russisches Kaiserreich; gestorben 14. Oktober 1990 in Bonn) war ein deutscher Journalist und Vertriebenenpolitiker.

## Leben
Friedrich von Wilpert  entstammt dem deutsch-baltischen Adelsgeschlecht von Wilpert; er war ein Sohn des deutsch-baltischen Pastors Hermann Wilpert (1864–1945). Seine Vorfahren waren über vier Generationen Pastoren von Siuxt (lettisch Džūkste). Gero von Wilpert war sein Cousin 2. Grades. In der Schule lernte er Lettisch und Russisch. Seine Eltern flohen 1905 vor der Russischen Revolution nach Deutschland. Von Wilpert machte das Abitur in Marienburg (Westpr.) und begann das Studium der Philosophie, Theologie und Sprachwissenschaften an der Universität Erlangen. Er wurde Soldat im Ersten Weltkrieg und im Rang eines Rittmeisters zur Presseabteilung des Oberbefehlshabers Ost abgeordnet. Nach Kriegsende jobbte er in Berlin für das Litauische Telegrafenbüro und studierte Nationalökonomie an der Friedrich-Wilhelms-Universität Berlin. Ab 1920 arbeitete er als Korrespondent für die Danziger Neuesten Nachrichten. Er schrieb Leitartikel, leitete zeitweise den Handelsteil des Blattes und kommentierte im Danziger Rundfunk. Im Auftrag des Senats der Freien Stadt Danzig besuchte er Sitzungen des Völkerbunds in Genf. Von Wilpert war Gründungsmitglied der Rotarier in Danzig und wurde 1931 ihr örtlicher Sekretär.
Nach der Machtübergabe an die Nationalsozialisten im Deutschen Reich 1933 passten sich auch die führenden Schichten im Freistaat Danzig an, und von Wilpert wurde Mitglied der NSDAP in Danzig.
Im Zweiten Weltkrieg wurde von Wilpert 1943 als Ordonnanzoffizier des Wehrmachtsbefehlshabers im Raum Danzig-Gdingen einberufen. Bei Kriegsende flüchtete er in den Westen. Seine Entnazifizierung in Kiel verlief holprig, so dass er die Chefredakteursstelle bei den Kieler Nachrichten und eine leitende Redakteursstelle bei der Deutschen Volkszeitung in Celle verpasste, noch bevor er als Mitläufer entlastet wurde. Von Wilpert kam auf Fürsprache von Staatssekretär Ottomar Schreiber 1949 als Leiter der Pressestelle im Bundesvertriebenenministerium in Bonn unter. Von Wilpert wurde nach vier Jahren wegen sachlicher Differenzen dieser Leitungsfunktion enthoben, in Hilfsreferentenstellen abgeschoben und auch nicht mehr verbeamtet. Er schied altersbedingt 1960 aus dem öffentlichen Dienst aus.
Von Wilpert engagierte sich beim Wiederaufbau des Rotary-Clubs in Bonn. Anfang der 1960er Jahre verfasste er eine Geschichte der deutschen Rotarier in der Zeit des Nationalsozialismus. Das Manuskript zirkulierte in der Organisation und wurde überwiegend abgelehnt, da deren deutsche Governors kein Interesse an einer Vergangenheitsbewältigung hatten. Im Druck erschien es erst 20 Jahre später.

## Schriften (Auswahl)
- Das Oder-Neisse-Problem : Gibt es eine friedliche Lösung? Bad Godesberg : Grafes, 1966
- Einer in fünf Zeitaltern : Meilensteine an einem wechselvollen Lebenswege.  Bonn : Selbstverlag, 1977
- Rotary in Deutschland : ein Ausschnitt aus deutschem Schicksal. Bonn : Selbstverlag, 1982